# Cleommide di Metimna
Cleommide di Metimna, (in greco antico: Κλέομμις?, Kléommis), chiamato anche Cleomni, Cleommi o Cleomene (in greco antico: Κλεομένης?, Kleomènes), (Metimna, ... – ...; fl. IV secolo a.C.), è stato un tiranno che governò la città di Metimna, nell'isola di Lesbo, nel IV secolo a.C..

## Storia
Nel 345 a.C. Isocrate scrisse una lettera, in qualità di consigliere, a Timoteo (tiranno di Eraclea Pontica e figlio di Clearco, il quale era stato a suo volta suo discepolo), per invitarlo a seguire l'esempio dell'altro suo discepolo, Cleommide di Metimna, che aveva fatto tornare gli esiliati, restituendo loro le terre e al contempo indennizzando chi nel frattempo le aveva comprate.
Sempre intorno al 345 a.C. Atene onorò Cleommide (Cleomis) di Metimna per aver riscattato un certo numero di ateniesi catturati dai pirati, lungo la rotta commerciale che, attraverso l'isola di Lesbo e il Mar di Marmara, conduceva dalla Fenicia e dall'Anatolia verso le ricche coste della Crimea sul Mar Nero.
Lo storico Teopompo di Chio lo ricorda altresì come buon esempio di tirannia per aver messo un freno alle stravaganti consuetudini dei propri concittadini metimniani, in particolare di aver fatto chiudere in sacchi i commercianti che si procuravano donne nate libere per farle prostituire e tre-quattro delle più profumate meretrici, e di averli poi fatti gettare in mare.
Dopo l'espulsione dei demòcrati, rimase al potere per una decina di anni, dopodiché non si conosce più nulla di lui, anche se appare probabile che sia stato espulso quando nel 336 a.C. l'isola cadde nelle mani di Parmenione e Attalo, generali di Filippo II di Macedonia

### Traduzione da Isocrate
(Isocrate, Saggezza di Cleommide (in Lettere, 7, 8-9))